# AEW Grand Slam (2022)
O Grand Slam (2022) foi a segunda edição do especial anual de wrestling profissional Grand Slam produzido pela All Elite Wrestling (AEW). Aconteceu em 21 de setembro de 2022, no Arthur Ashe Stadium, no bairro do Queens, na cidade de Nova Iorque. O evento de duas partes foi transmitido como episódios especiais dos programas de televisão semanais da AEW, Wednesday Night Dynamite e Friday Night Rampage. O Dynamite foi ao ar ao vivo na TBS enquanto Rampage foi ao ar em 23 de setembro na TNT e foi expandido para duas horas para o especial do Grand Slam.
O card continha um total de treze lutas, cinco das quais foram ao ar ao vivo no Dynamite, enquanto as outras oito foram exibidas no Rampage. No evento principal da transmissão do Dynamite, Jon Moxley derrotou Bryan Danielson na final de um torneio para conquistar o vago AEW World Championship. Outras lutas importantes viram a The Acclaimed (Anthony Bowens e Max Caster) derrotarem Swerve In Our Glory (Keith Lee e Swerve Strickland) para vencerem o AEW World Tag Team Championship, e na luta de abertura, Chris Jericho derrotou Claudio Castagnoli para vencer o ROH World Championship e seu oitavo campeonato mundial de wrestling. No evento principal da transmissão do Rampage, Ricky Starks derrotou Powerhouse Hobbs em uma luta Lights Out. Em outras lutas proeminentes, "Hangman" Adam Page venceu a Golden Ticket Battle Royale para ganhar uma futura luta pelo AEW World Championship, Action Bronson e Hook derrotaram a Jericho Appreciation Society (Matt Menard e Angelo Parker), e na luta de abertura, Sting e Darby Allin derrotataram a House of Black (Buddy Matthews e Brody King) em uma luta de duplas sem desqualificação.
A transmissão do Dynamite também foi notável pela estreia de Saraya, anteriormente conhecida como Paige na WWE, que lutou pela última vez em 2017. A transmissão do Rampage também foi notável pela aparição do veterano do wrestling japonês The Great Muta, que veio em auxílio do antigo rival Sting.

## Produção

### Conceito
Em setembro de 2021, a All Elite Wrestling (AEW) realizou um especial de televisão em duas partes chamado Grand Slam, que foi ao ar como episódios especiais dos programas semanais de televisão da AEW, Wednesday Night Dynamite e Friday Night Rampage. O evento foi realizado no bairro de Queens, em Nova Iorque, no Arthur Ashe Stadium, o principal estádio do US Open de tênis, e marcou o primeiro evento da AEW realizado na cidade de Nova Ioruqe, que é conhecida principalmente como território da WWE, também como o primeiro evento completo da empresa a ser realizado em um estádio.
Em 11 de maio de 2022, o presidente da AEW, Tony Khan, confirmou que o Grand Slam retornaria ao Arthur Ashe Stadium no final daquele ano e o evento continuaria como um evento anual no mesmo local. Durante o pay-per-view AEW x NJPW: Forbidden Door em 26 de junho, a data do Grand Slam de 2022 foi confirmada para 21 de setembro, com o Dynamite transmitindo ao vivo naquela noite na TBS e Rampage transmitindo em 23 de setembro na TNT. Como no ano anterior, o Rampage foi expandido para duas horas para o especial do Grand Slam.

### Rivalidades
O Grand Slam apresentou lutas de wrestling profissional que envolveram diferentes lutadores de rivalidades e histórias preexistentes. Os lutadores retrataram heróis, vilões ou personagens menos distinguíveis em eventos roteirizados que criaram tensão e culminaram em uma luta ou uma série de lutas. As histórias foram produzidas nos programas de televisão semanais da AEW, Dynamite e Rampage, e nos programas de streaming online suplementares, Dark e Elevation.
Depois que CM Punk venceu o AEW World Championship no All Out, Punk foi suspenso devido a uma briga legítima nos bastidores após o coletiva de imprensa do evento. No episódio seguinte do Dynamite, o presidente da AEW, Tony Khan, anunciou que o AEW World Championship estava desocupado. Um torneio então começou naquele episódio para coroar um novo campeão, com a final ocorrendo no Dynamite: Grand Slam.
No All Out, Swerve In Our Glory (Keith Lee e Swerve Strickland) derrotram a The Acclaimed (Max Caster e Anthony Bowens) para reterem o AEW World Tag Team Championship. Uma revanche pelo título foi posteriormente agendada para o Dynamite: Grand Slam.
No episódio de 14 de setembro do Dynamite, depois que a Dra. Britt Baker, DMD e Serena Deeb derrotaram a Campeã Mundial Feminina interina da AEW Toni Storm e Athena, mais tarde foi anunciado que Storm estava escalada para defender o título em uma luta four-way contra Deeb, Athena e Baker no Dynamite: Grand Slam.
Durante o pré-show do All Out Zero Hour, o Campeão Atlântico da AEW Pac, que havia acabado de reter o título, foi interrompido pelo rival de longa data Orange Cassidy, que aparentemente o desafiou para uma luta pelo título, que Pac recusou imediatamente. Após semanas de confrontos entre os dois, a disputa pelo título foi marcada para o Dynamite: Grand Slam.
Citando os sete títulos mundiais que conquistou, Chris Jericho confrontou o Campeão Mundial da ROH Claudio Castagnoli no episódio de 16 de setembro do Rampage e o desafiou para uma luta pelo título, já que ele nunca havia vencido o ROH World Championship. Castagnoli aceitou e a luta foi marcada para o Dynamite: Grand Slam.
Depois que Hook derrotou Angelo Parker para reter o FTW Championship durante o pré-show All Out Zero Hour, o parceiro de dupla de Parker, Matt Menard, atacou Hook até que o rapper Action Bronson, que escreveu a música tema de Hook, salvou e atacou Menard e Parker. No episódio de 14 de setembro do Dynamite, uma luta entre Bronson e Hook contra Menard e Parker foi anunciada para o Rampage: Grand Slam.
Eddie Kingston e Sammy Guevara estavam programados para se enfrentarem no All Out, no entanto, Kingston foi silenciosamente suspenso pela AEW após entrar em uma discussão verbal legítima nos bastidores com Guevara. Depois que a suspensão de Kingston foi revogada, uma luta entre Kingston e Guevara foi anunciada para o Rampage: Grand Slam.
No episódio especial Fight for the Fallen do Dynamite em 27 de julho, após Ricky Starks perder o FTW Championship, seu parceiro de equipe Powerhouse Hobbs o atacou, desfazendo assim o Team Taz. Uma luta entre Starks e Hobbs foi agendada para o All Out, que Hobbs venceu. Uma revanche entre Starks e Hobbs foi anunciada para o Rampage: Grand Slam, e mais tarde foi estipulada para ser uma luta Lights Out.

## Resultados

### Dynamite(21 de setembro)
| Nº                                          | Resultados | Estipulações                                               | Tempo |
| ------------------------------------------- | --- | ---------------------------------------------------------- | ----- |
| 1                                           | Chris Jericho derrotou Claudio Castagnoli (c) | Luta individual pelo ROH World Championship                | 14:25 |
| 2                                           | The Acclaimed (Max Caster e Anthony Bowens) (com DJ Whoo Kid e Billy Gunn) derrotaram Swerve In Our Glory (Keith Lee e Swerve Strickland) (c) (com Fabolous) | Luta de duplas pelo AEW World Tag Team Championship        | 13:00 |
| 3                                           | Pac (c) derrotou Orange Cassidy | Luta individual pelo AEW All-Atlantic Championship         | 13:00 |
| 4                                           | Toni Storm (c) derrotou Serena Deeb, Athena, e Dr. Britt Baker, D.M.D. (com Rebel)                                                                           | Luta Four-way pelo AEW Women's World Championship interino | 9:50  |
| 5                                           | Jon Moxley derrotou Bryan Danielson por submissão técnica | Luta individual pelo vago AEW World Championship           | 19:15 |
| (c) – Refere-se aos campeões antes da luta. | |                                                            |       |

### Rampage(23 de setembro)
| Nº                                          | Resultados                                                                                                | Estipulações                                                                             | Tempo |
| ------------------------------------------- | --- | ---------------------------------------------------------------------------------------- | ----- |
| 1                                           | Sting e Darby Allin derrotaram House of Black (Buddy Matthews e Brody King) (com Julia Hart)              | Luta de duplas sem desqualificação                                                       | 13:00 |
| 2                                           | Action Bronson e Hook derrotaram Jericho Appreciation Society (Matt Menard e Angelo Parker) por submissão | Luta de duplas                                                                           | 5:07  |
| 3                                           | WarJoe (Wardlow e Samoa Joe) derrotaram Tony Nese e Josh Woods (com "Smart" Mark Sterling)                | Luta de duplas                                                                           | 2:20  |
| 4                                           | "Jungle Boy" Jack Perry derrotou Rey Fenix (com Alex Abrahantes)                                          | Luta individual                                                                          | 17:48 |
| 5                                           | Sammy Guevara (com Tay Melo) derrotou Eddie Kingston por desqualificação                                  | Luta individual                                                                          | 7:58  |
| 6                                           | Jade Cargill (c) (com The Baddies (Kiera Hogan e Leila Grey)) derrotou Diamanté (com Trina)               | Luta individual pelo AEW TBS Championship                                                | 2:34  |
| 7                                           | "Hangman" Adam Page venceu eliminando por último Rush                                                     | Golden Ticket Battle Royale de 25 homens por uma futura luta pelo AEW World Championship | 13:20 |
| 8                                           | Ricky Starks derrotou Powerhouse Hobbs                                                                    | Luta Lights Out                                                                          | 11:54 |
| (c) – Refere-se aos campeões antes da luta. | |                                                                                          |       |

### AEW Grand Slam Tournament of Champions
|  | Wild Card Round Dynamite (7 de setembro) Rampage (9 de setembro) | Wild Card Round Dynamite (7 de setembro) Rampage (9 de setembro) | Wild Card Round Dynamite (7 de setembro) Rampage (9 de setembro) |  |  | Semifinais Dynamite (14 de setembro) | Semifinais Dynamite (14 de setembro) | Semifinais Dynamite (14 de setembro) |  |  | Final Dynamite: Grand Slam (21 de setembro) | Final Dynamite: Grand Slam (21 de setembro) | Final Dynamite: Grand Slam (21 de setembro) |
|  |                                                                  |                                                                  |                                                                  |  |  |                                      |                                      |                                      |  |  |                                             |                                             |                                             |
|  |                                                                  |                                                                  |                                                                  |  |  | 1                                    | Chris Jericho                        | 19:49                                |  |  |                                             |                                             |                                             |
|  | 3                                                                | "Hangman" Adam Page                                              | 23:04                                                            |  |  |                                      | Bryan Danielson                      | Sub                                  |  |  |                                             |                                             |                                             |
|  | 6                                                                | Bryan Danielson                                                  | Pin                                                              |  |  |                                      |                                      |                                      |  |  |                                             | Bryan Danielson                             | 19:15                                       |
|  |                                                                  |                                                                  |                                                                  |  |  |                                      |                                      |                                      |  |  |                                             | Jon Moxley                                  | KO                                          |
|  |                                                                  |                                                                  |                                                                  |  |  | 2                                    | Sammy Guevara                        | 13:46                                |  |  |                                             |                                             |                                             |
|  | 4                                                                | Sammy Guevara                                                    | Pin                                                              |  |  |                                      | Jon Moxley                           | Pin                                  |  |  |                                             |                                             |                                             |
|  | 5                                                                | Darby Allin                                                      | 11:06                                                            |  |  |                                      |                                      |                                      |  |  |                                             |                                             |                                             |

1. 1 2  Chris Jericho e Jon Moxley avançaram direto as semifinais.